# Ismet Beqiri
Ismet Beqiri (ur. 6 lipca 1964 w Trnavie) – kosowski nauczyciel i polityk, burmistrz Prisztiny w latach 2002-2007.

## Życiorys
Ukończył studia prawnicze na Uniwersytecie w Prisztinie. W latach 1991–2002 był nauczycielem Szkoły Technicznej 28 Nëntori w Prisztinie.
Jest członkiem Demokratycznej Ligi Kosowa od jej założenia w 1989 roku, należał do prezydium tej partii politycznej. Z jej ramienia był deputowanym do Zgromadzenia Kosowa od 13 grudnia 2007 do 3 listopada 2010.
Od 26 października 2002 do 14 grudnia 2007 był burmistrzem Prisztiny.

## Życie prywatne
Ma troje dzieci i mieszka w Prisztinie.
Deklaruje znajomość języka angielskiego, serbskiego i chorwackiego.